# Госпер (округ, Небраска)
Шаблон:StateAbbr_ 40°30′ пн. ш. 99°49′ зх. д. / 40.5° пн. ш. 99.82° зх. д.
Округ Ґоспер (англ. Gosper County) — округ (графство) у штаті Небраска, США. Ідентифікатор округу 31073.

## Історія
Округ утворений 1873 року.

## Демографія
За даними перепису
2000 року
загальне населення округу становило 2143 осіб, усе сільське.
Серед мешканців округу чоловіків було 1082, а жінок — 1061. В окрузі було 863 домогосподарства, 655 родин, які мешкали в 1281 будинках.
Середній розмір родини становив 2,83.
Віковий розподіл населення поданий у таблиці:
| Стать    | До 15 років | 15-21 | 22-29 | 30-39 | 40-49 | 50-65 | 65-85 | Понад 85 |
| -------- | ----------- | ----- | ----- | ----- | ----- | ----- | ----- | -------- |
| Чоловіки | 204         | 95    | 74    | 131   | 166   | 204   | 179   | 29       |
| Жінки    | 199         | 75    | 69    | 122   | 150   | 208   | 191   | 47       |

## Суміжні округи
- Доусон — північ
- Фелпс — схід
- Фернас — південь
- Фронтьєр — захід